# قارقلی چم
قارقلی چم یک روستا در ایران است که در دهستان گیلوان واقع شده‌است. قارقلی چم ۶۶۲ نفر جمعیت دارد.